# Pentapodus
Pentapodus – rodzaj ryb z rodziny nitecznikowatych.

## Klasyfikacja
Gatunki zaliczane do tego rodzaju:

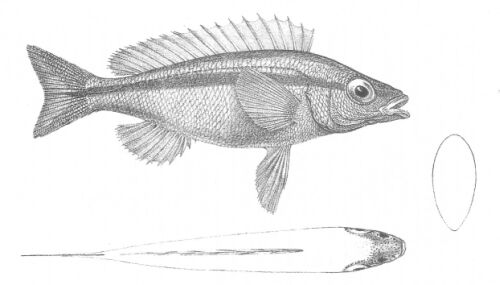
Pentapodus aureofasciatus
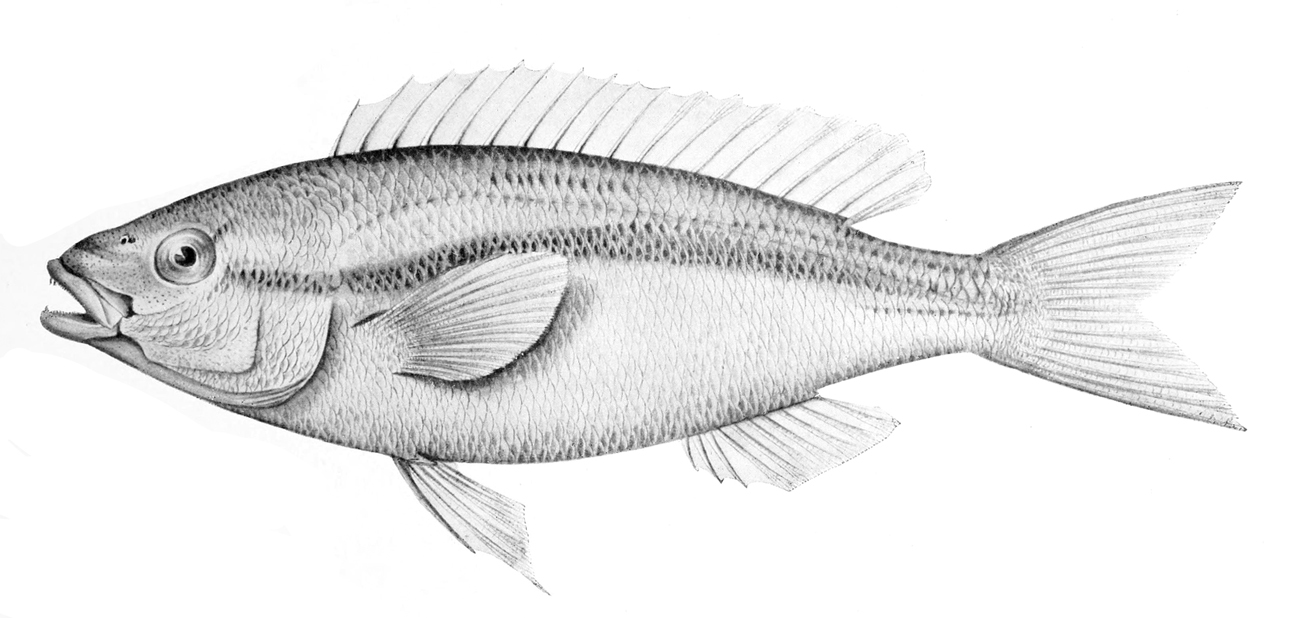
Pentapodus bifasciatus
- Pentapodus caninus
- Pentapodus emeryii
- Pentapodus komodoensis
- Pentapodus nagasakiensis
- Pentapodus numberii
- Pentapodus paradiseus
- Pentapodus porosus
- Pentapodus setosus
- Pentapodus trivittatus
- Pentapodus vitta

- Pentapodus porosus
- Pentapodus vitta